# Frédéric Deloffre
Frédéric Deloffre (* 27. Juli 1921 in Aniche, Département Nord; † 4. April 2008 in Antony) war ein französischer Romanist und Literaturwissenschaftler.

## Leben und Werk
Deloffre wurde 1941 Schüler der École normale supérieure und bestand 1944 die Agrégation de grammaire. Er lehrte dann in Lille, Lyon und Saarbrücken. 1953 habilitierte er sich mit den Thèses Marivaux et le Marivaudage. Une Préciosité nouvelle. Étude de langue et de style (Paris 1955, 1967, Genf 1993, 2009) und (Hrsg.) Marivaux, Le petit-maître corrigé (Genf/Lille 1955). Er war von 1962 bis 1987 Professor für Französische Philologie an der Sorbonne.

Deloffre machte sich einen Namen als Entdecker von Dokumenten und Herausgeber von Robert Challe und Les Illustres Françaises (Paris 1959), von Gabriel de Guilleragues, Autor der Les Lettres portugaises (1962), sowie als Herausgeber von Marivaux, Voltaire und Prévost.

## Weitere Werke (Auswahl)
- (Hrsg.) Agréables conférences de deux paysans de Saint-Ouen et de Montmorency sur les affaires du temps 1649-1651, Paris 1961, Genf 1999 (wichtig für die Geschichte des Sprechfranzösischen)
- La phrase française, Paris 1967, 1969, 1975, 1979, 1984, 1986, 1990
- La nouvelle en France à l'âge classique, Paris 1968
- Le vers français, Paris 1969, 1973, 1979, 1984, 1986, 1991
- Stylistique et poétique françaises, Paris 1970, 1974, 1981
- Guide pratique du "Programme commun", Paris 1977
- (Hrsg.) Autour d'un roman, Les illustres Françaises de Robert Challe, Paris 1992
- Robert Challe, un destin, une oeuvre, Paris 1992
- (Hrsg. mit Jacques Cormier) Voltaire et sa grande "amie". Correspondance complète de Voltaire et de Mme Bentinck, 1740-1778, Oxford 2003